# Déborah François

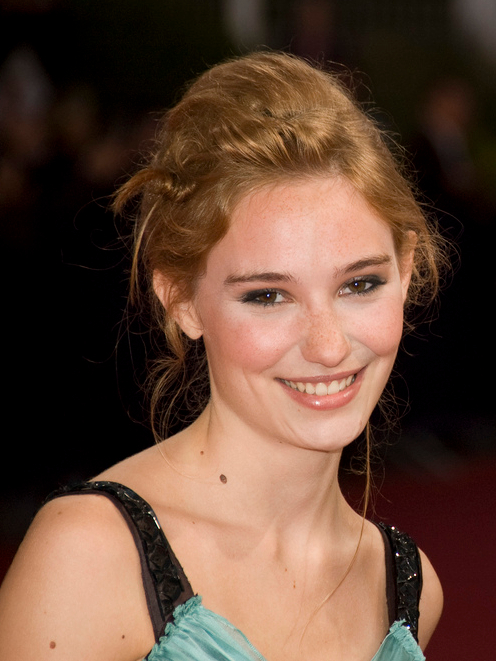
François na festivalu w Deauville (2009)

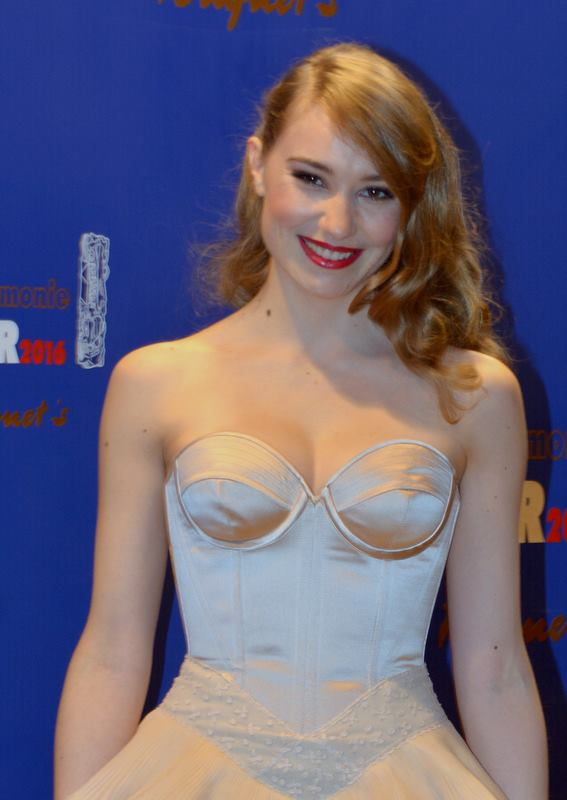
Deborah na gali Cezarów (2016)

Déborah François (ur. 24 maja 1987 w Liège) – belgijska aktorka nagrodzona Cezarem za rolę w filmie Dzień, który odmienił twoje życie.

## Życiorys
Déborah François wychowała się w Liège, jako drugie z trojga rodzeństwa. Jej ojciec był policjantem, a matka pracownikiem socjalnym. W dzieciństwie brała lekcje aktorstwa, lecz nie sądziła, że faktycznie będzie pracować w tym zawodzie. Mając 17 lat została obsadzona w głównej roli w filmie braci Dardenne Dziecko, za którą została nominowana do Cezara.

## Filmografia

### Filmy kinowe
| Rok  | Tytuł                                                                  | Rola                  | Reżyser                             | Uwagi                   |
| ---- | ---------------------------------------------------------------------- | --------------------- | ----------------------------------- | ----------------------- |
| 1992 | Malveillos, il est minuit Poupée                                       | Vazimolette           | Christian Pfohl i Kram Reyob        | krótkometr.             |
| 2005 | Dziecko (L’enfant)                                                     | Sonia                 | bracia Dardenne                     | nagroda Josepha Plateau |
| 2006 | Niewykorzystany dar (La tourneuse de pages)                            | Mélanie Prouvost      | Denis Dercourt                      |                         |
| 2007 | Czerwone mrówki                                                        | Alex                  | Stéphan Carpiaux                    |                         |
| 2007 | L'été indien                                                           | Suzanne               | Alain Raoust                        |                         |
| 2008 | Siła odwagi                                                            | Gaëlle Lemenech       | Jean-Paul Salomé                    |                         |
| 2008 | Dzień, który odmienił twoje życie (Le premier jour du reste de ta vie) | Fleur Duval           | Rémi Bezançon                       | nagroda César           |
| 2009 | Niezasłane łóżka                                                       | Véra                  | Alexis Dos Santos                   |                         |
| 2009 | Zrób mi przyjemność                                                    | Aneth                 | Emmanuel Mouret                     |                         |
| 2009 | Królowa Karo                                                           | Dalia                 | Dorothée Van Den Berghe             |                         |
| 2011 | Mnich                                                                  | Valerio / Mathilde    | Dominik Moll                        |                         |
| 2011 | Memories Corner                                                        | Ada Servier           | Audrey Fouché                       |                         |
| 2011 | Les tribulations d'une caissière                                       | Solweig Antoniazi     | Pierre Rambaldi                     |                         |
| 2012 | Zarafa                                                                 | Zarafa                | Rémi Bezançon i Jean-Christophe Lie |                         |
| 2012 | Wspaniała (Populaire)                                                  | Rose Pamphyle         | Régis Roinsard                      |                         |
| 2013 | Un beau dimanche                                                       | Emmanuelle Cambière   | Nicole Garcia                       |                         |
| 2014 | Maestro                                                                | Gloria                | Léa Fazer                           |                         |
| 2016 | Fleur de tonnerre                                                      | Hélène Jégado         | Stéphanie Pillonca-Kervern          |                         |
| 2016 | Cézanne et moi                                                         | Marie-Hortense Fiquet | Danièle Thompson                    |                         |
| 2016 | Moja rodzina już cię uwielbia                                          | Éva Périné            | Jérôme Commandeur i Alan Corno      |                         |
| 2017 | Everyone's Life                                                        | Jessica               | Claude Lelouch                      |                         |
| 2017 | Loue-moi!                                                              | Léa Masson            | Coline Assous i Virginie Schwartz   |                         |
| 2018 | Terytorium miłości                                                     | Maria                 | Romain Cogitore                     |                         |
| 2019 | Nigdy nie dorośniemy                                                   | Audrey Tate           | Ivan Kavanagh                       |                         |
| 2019 | L'état sauvage                                                         | Justine               | David Perrault                      |                         |
| 2020 | Ratownik                                                               | Vanesa François       | Carles Torras                       |                         |